# Ekaterina Shuiskaya
Ekaterina Shuiskaya, död 1612, var en rysk adelskvinna. 
Hon gifte sig 1572 med prins Dmitrij Sjujskij och blev därmed svägerska till tsar Vasilij IV. Hon anges ha varit den som var ansvarig för förgiftningen av Michail Skopin-Sjujskij år 1610. 